# Pia Händler

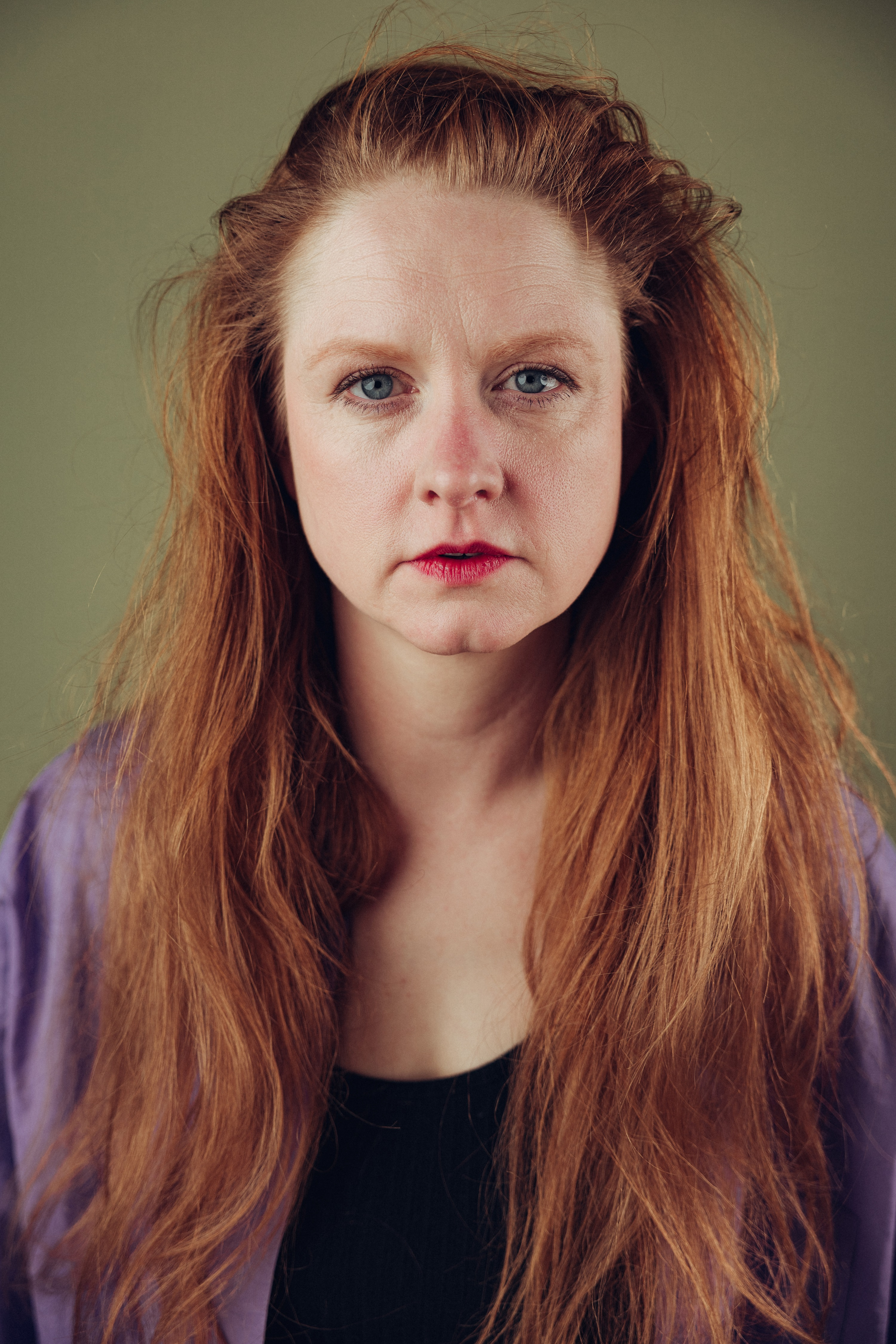
Pia Händler (2023). Foto: Joel Heyd

Pia Händler (* 1982 in Hamburg) ist eine deutsche Schauspielerin und Sängerin.

## Leben
Geboren in Hamburg, erhielt Pia Händler zunächst eine Gesangsausbildung an der Hamburg School of Music und war Mitglied in diversen Bands (Gesang und E-Bass), bevor sie von 2006 bis 2010 ihr Schauspielstudium an der Universität der Künste Berlin absolvierte. Vor und während ihrer Ausbildung arbeitete sie am Hamburger Schauspielhaus und am Deutschen Theater Berlin u. a. mit Jürgen Gosch, Tom Stromberg und Jorinde Dröse. 
Nach dem Studium war Pia Händler festes Ensemblemitglied am Schauspielhaus Graz, am Düsseldorfer Schauspielhaus und am Theater Basel. Im Jahr 2019 folgte Pia Händler dem Intendanten Andreas Beck an das Residenztheater München, wo sie seit der Spielzeit 2019/20 zum festen Ensemble gehört.

## Theater (Auswahl)

### Hamburger Schauspielhaus
- 2004: Der zerbrochne Krug (Ensemble). Von Heinrich von Kleist. Inszenierung: Jürgen Gosch[6][7][8]

### Deutsches Theater Berlin
- 2009: Woyzeck (als Margreth). Von Robert Wilson, Tom Waits und Kathleen Brennan nach Georg Büchner.  Inszenierung: Jorinde Dröse[9][10][11][12][13]

### Schauspielhaus Graz
- 2010: Hexenjagd (als Abigail Williams). Von Arthur Miller. Inszenierung: Anna Badora[14][15][16][17]
- 2013: Where Do You Go To, My Lovely ...?  (Ensemble). Eine Projektion auf Europas Zukunft von Oliver Frljić & Ensemble, Inszenierung: Oliver Frljić[18]
- 2013: Cabaret (als Sally Bowles). Nach dem Musical aus dem Jahr 1966. Inszenierung: Ingo Berk[19][20]

### Düsseldorfer Schauspielhaus
- 2014: Ein Sommernachtstraum (als Helena). Von William Shakespeare. Inszenierung: Àlex Rigola[21][22][23][24]
- 2015: Baumeister Solness (als Hilde Wangel). Von Henrik Ibsen. Inszenierung: Stephan Müller[25][26][27]

### Theater Basel
- 2015: Engel in Amerika (als Harper Amaty Pitt / Martin Heller / Der Engel Africanii). Von Tony Kushner. Inszenierung: Simon Stone[28][29][30][31][32]
- 2016: Die Bacchen (als Chor der Mänaden). Von Euripides in einer Bearbeitung von Roland Schimmelpfennig. Inszenierung: Robert Borgmann[33]
- 2016: Nirgends in Friede. Antigone (als Ismene). Von Darja Stocker nach Sophokles. Inszenierung: Felicitas Brucker[34][35][36][37]
- 2017: Die Dreigroschenoper (als Lucy). Von Bertolt Brecht. Musik von Kurt Weill. Inszenierung: Dani Levy[38]
- 2017: Vor Sonnenaufgang (als Helene, jüngere Tochter aus Krauses erster Ehe). Von Ewald Palmetshofer nach Gerhart Hauptmann. Inszenierung: Nora Schlocker[39]
- 2018: Othello X (als Emilia). Von Nuran David Calis nach William Shakespeare. Inszenierung: Nuran David Calis[40]
- 2018:Tartuffe oder das Schwein der Weisen (als Dorine). Von PeterLicht nach Molière. Inszenierung: Claudia Bauerl[41]
- 2018: Amphitryon, Inszenierung: Julia Hölscher[42]
- 2018: Die Dreigroschenoper, Inszenierung: Dani Levy[43]
- 2019: Die Räuber (Diverse Rollen). Nach Friedrich Schiller. Inszenierung: Thorleifur Örn Arnarsson[44]

### Residenztheater München (Bayerisches Staatsschauspiel)
- 2019: Der eingebildete Kranke oder das Klistier der reinen Vernunft (als Béline, Argans Frau). Von PeterLicht nach Molière. Inszenierung: Claudia Bauer[45][46][47][48]
- 2019: Die Verlorenen (als Svenja). Von Ewald Palmetshofer. Inszenierung: Nora Schlocker[49]
- 2019: Amphitryon (als Alkmene, Gattin des Amphitryon). Nach Heinrich von Kleist. Inszenierung; Julia Hölscher[50]
- 2019: Vor Sonnenaufgang (als Helene, jüngere Tochter aus Krauses erster Ehe). Von Ewald Palmetshofer nach Gerhart Hauptmann. Inszenierung: Nora Schlocker (Übernahme der Uraufführung vom Theater Basel)[51]
- 2020: Das Erdbeben in Chili (Ensemble). Nach der gleichnamigen Novelle von Heinrich von Kleist. Inszenierung: Ulrich Rasche[52]
- 2021: Herz aus Glas (als Greta-Kassandra). Nach Herbert Achternbusch. Inszenierung: Elsa-Sophie Jach[53]
- 2021: Die Unerhörten – Technoide Liebesbriefe für antike Heldinnen. Mit Texten von u. a. Aischylos, Ingeborg Bachmann, Hélène Cixous, Euripides, Esther Hutfless, Enis Maci, Friederike Mayröcker, Helga M. Novak, Ovid, Sappho, Elisabeth Schäfer, Christa Wolf. Inszenierung: Elsa-Sophie Jach[54]
- 2022: Tartuffe oder das Schwein der Weisen (als Dorine). Von PeterLicht nach Molière. Inszenierung: Claudia Bauer (Übernahme vom Theater Basel)[55]
- 2022: Agamemnon (als Klytemnästra). Nach Aischylos. Inszenierung: Ulrich Rasche (Kooperation Residenztheater München & Athens – Epidaurus Festival[56])
- 2022: Engel in Amerika (als Harper Amaty Pitt / Martin Heller / Der Engel Africanii). Von Tony Kushner. Inszenierung: Simon Stone (Übernahme vom Theater Basel)[57]
- 2022: Gier unter Ulmen (als Abbie Putmann). Von Eugene O’Neill. Inszenierung: Evgeny Titov[58]
- 2022: Valentiniade. Sportliches Singspiel mit allen Mitteln. Von und nach Karl Valentin und mit Texten von Michel Decar. Inszenierung: Claudia Bauer[59][60]
- 2023: Reineke Fuchs (als Reineke Fuchs). Nach Johann Wolfgang von Goethe. Inszenierung: Schorsch Kamerun[61]
- 2023: Archiv der Tränen (als Die Archivarin). Von Magdalena Schrefel. Inszenierung: Elsa-Sophie Jach[62]
- 2024: Die Kopenhagen-Trilogie (als Tove II). Nach Tove Ditlevsen, für die Bühne bearbeitet von Tom Silkeberg. Inszenierung: Elsa-Sophie Jach[63][64][65]
- 2024: Maria Stuart (als Elisabeth, Königin von England / Maria Stuart, Königin von Schottland, Gefangene in England). Nach Friedrich Schiller. Inszenierung: Alexander Eisenach / Nora Schlocker[66]
- 2024: Und oder oder oder oder und und beziehungsweise und oder beziehungsweise oder und beziehungsweise einfach und. Von: Nele Stuhler. Inszenierung: Nele Stuhler / FX Mayr[67]
- 2025: Ophelia Balladen. Balladenabend mit Texten von Pia Händler und Auszügen aus Hamlet von William Shakespeare. Inszenierung: Pia Händler[68]
- 2025: Romeo und Julia (als Amme). Von William Shakespeare. Inszenierung: Elsa-Sophie Jach[69]
- 2025: Lapidarium. Von Rainald Goetz. Inszenierung: Elsa-Sophie Jach[70]

## Filmografie (Auswahl)
- 2009: Spatzen (als Diskotänzerin). Kurzfilm. Regie: Jan Speckenbach[71]
- 2016: Paula – Mein Leben soll ein Fest sein (als Hebamme). Kino-Spielfilm. Regie: Christian Schwochow[72]

## Ehrungen und Auszeichnungen
- 2016: Österreichischer Nestroy-Theaterpreis mit Ensemble für "Engel in Amerika" als "Beste deutschsprachige Aufführung"
- 2016: Einladung zum Schweizer Theatertreffen mit Ensemble für "Engel in Amerika"

- 2024: Nominierung für den  Kurt-Meisel-Preis der Freunde des Residenztheaters e.V. für herausragende künstlerische Leistung